# Hammersmith Odeon, London '75
Hammersmith Odeon, London '75 är en konsertvideo och ett livealbum av Bruce Springsteen och E Street Band, utgivna 2005 respektive 2006. Inspelningen består av en hel konsert i Hammersmith Odeon i London den 18 november 1975, under Born to Run-turnén. Den släpptes först på DVD som en del Born to Run 30th Anniversary Edition i november 2005 och därefter som en musik-CD i februari 2006.

## Låtlista
1. "Thunder Road" (Bruce Springsteen) - 5:50
2. "Tenth Avenue Freeze-Out" (Bruce Springsteen) - 3:50
3. "Spirit in the Night" (Fred Ahlert, Edgar Leslie, Bruce Springsteen) - 7:35
4. "Lost in the Flood" (Bruce Springsteen) - 6:15
5. "She's the One" (Bruce Springsteen) - 5:23
6. "Born To Run" (Bruce Springsteen) - 4:16
7. "The E Street Shuffle" (Sam Cooke, Bruce Springsteen) - 12:51
8. "It's Hard to Be a Saint in the City" (Bruce Springsteen) - 5:27
9. "Backstreets" (Bruce Springsteen) - 7:22
10. "Kitty's Back" (Van Morrison, Bruce Springsteen) - 17:14
11. "Jungleland" (Bruce Springsteen) - 9:35
12. "Rosalita (Come out Tonight)" (Tommy Boyce, Bobby Hart, Wes Ferrell, Isaac Hayes, Bruce Springsteen) - 9:51
13. "4th of July, Asbury Park (Sandy)" (Bruce Springsteen) - 7:03
14. "Detroit Medley" (William Stevenson, Frederick Lang, Robert Blackwell, John Marascalco, Bob Crewe, Enotris Johnson, Richard Penniman) - 7:02 
  - "Devil With a Blue Dress On"
  - "Good Golly, Miss Molly"
  - "C.C. Rider"
  - "Jenny Take a Ride"
15. "For You" (Bruce Springsteen) - 8:26
16. "Quarter to Three" (Bruce Springsteen) - 6:44

## Medverkande
- Bruce Springsteen - sång, gitarr
- Roy Bittan - piano, sång
- Clarence Clemons - percussion, saxofon
- Danny Federici - keyboards
- Garry Tallent - bas
- Steven Van Zandt - gitarr, sång
- Max Weinberg - trummor